# Temporada 1948-49 de la BAA
La temporada 1948-49 de la BAA fue la tercera en la historia de la BAA, que más tarde se convertiría en la actual NBA. La temporada finalizó con Minneapolis Lakers como campeones tras ganar a Washington Capitols por 4–2.

## Aspectos destacados
- Cuatro equipos de la National Basketball League (Fort Wayne, Indianápolis, Minneapolis y Rochester) se unieron a la BAA.

## Clasificaciones
| Equipo                  | V  | D  | %V   | P  |
| ----------------------- | -- | -- | ---- | -- |
| Washington Capitols     | 38 | 22 | .633 | -  |
| New York Knicks         | 32 | 28 | .533 | 6  |
| Baltimore Bullets       | 29 | 31 | .483 | 9  |
| Philadelphia Warriors   | 28 | 32 | .467 | 10 |
| Boston Celtics          | 25 | 35 | .417 | 13 |
| Providence Steamrollers | 12 | 48 | .200 | 26 |

| Equipo               | V  | D  | %V   | P  |
| -------------------- | -- | -- | ---- | -- |
| Rochester Royals     | 45 | 15 | .750 | -  |
| Minneapolis Lakers C | 44 | 16 | .733 | 1  |
| Chicago Stags        | 38 | 22 | .633 | 7  |
| St. Louis Bombers    | 29 | 31 | .483 | 16 |
| Fort Wayne Pistons   | 22 | 38 | .367 | 23 |
| Indianapolis Jets    | 18 | 42 | .300 | 27 |

* V: Victorias
* D: Derrotas
* %V: Porcentaje de victorias
* P: Partidos de diferencia respecto a la primera posición
* C: Campeón

## Playoffs
|  | Semifinales de Conferencia | Semifinales de Conferencia | Semifinales de Conferencia |   |             | Finales de División | Finales de División | Finales de División |  |    | Finales de la BAA | Finales de la BAA | Finales de la BAA |
|  |                            |                            |                            |   |             |                     |                     |                     |  |    |                   |                   |                   |
|  | E1                         | Washington*                | 2                          |   |             |                     |                     |                     |  |    |                   |                   |                   |
|  | E4                         | Philadelphia               | 0                          |   |             |                     |                     |                     |  |    |                   |                   |                   |
|  | E4                         | Philadelphia               | 0                          |   | E1          | Washington*         | 2                   |                     |  |    |                   |                   |                   |
|  | División Este              |                            |                            |   | E1          | Washington*         | 2                   |                     |  |    |                   |                   |                   |
|  |                            | E2                         | New York                   | 1 |             |                     |                     |                     |  |    |                   |                   |                   |
|  | E2                         | E2                         | New York                   | 1 | New York    | 2                   |                     |                     |  |    |                   |                   |                   |
|  | E2                         |                            |                            |   | New York    | 2                   |                     |                     |  |    |                   |                   |                   |
|  | E3                         | Baltimore                  | 1                          |   |             |                     |                     |                     |  |    |                   |                   |                   |
|  | E3                         | Baltimore                  | 1                          |   |             |                     |                     |                     |  | E1 | Washington*       | 2                 |                   |
|  |                            |                            |                            |   |             |                     |                     |                     |  | E1 | Washington*       | 2                 |                   |
|  |                            | W2                         | Minneapolis                | 4 |             |                     |                     |                     |  |    |                   |                   |                   |
|  | W1                         | W2                         | Minneapolis                | 4 | Rochester*  | 2                   |                     |                     |  |    |                   |                   |                   |
|  | W4                         | St. Louis                  | 0                          |   |             |                     |                     |                     |  |    |                   |                   |                   |
|  | W4                         | St. Louis                  | 0                          |   | W1          | Rochester*          | 0                   |                     |  |    |                   |                   |                   |
|  | División Oeste             |                            |                            |   | W1          | Rochester*          | 0                   |                     |  |    |                   |                   |                   |
|  |                            | W2                         | Minneapolis                | 2 |             |                     |                     |                     |  |    |                   |                   |                   |
|  | W2                         | W2                         | Minneapolis                | 2 | Minneapolis | 2                   |                     |                     |  |    |                   |                   |                   |
|  | W2                         |                            |                            |   | Minneapolis | 2                   |                     |                     |  |    |                   |                   |                   |
|  | W3                         | Chicago                    | 0                          |   |             |                     |                     |                     |  |    |                   |                   |                   |

## Estadísticas
| Categoría                    | Jugador      | Equipo              | Estadísticas |
| ---------------------------- | ------------ | ------------------- | ------------ |
| Puntos por partido           | George Mikan | Minneapolis Lakers  | 28.3         |
| Asistencias por partido      | Bob Davies   | Rochester Royals    | 5.4          |
| Porcentaje de tiros de campo | Arnie Risen  | Rochester Royals    | 42.3         |
| Porcentaje de tiros libres   | Bob Feerick  | Washington Capitols | 85.9         |

## Premios
- Primer Quinteto de la Temporada
  - Max Zaslofsky, Chicago Stags
  - Bob Davies, Rochester Royals
  - George Mikan, Minneapolis Lakers
  - Jim Pollard, Minneapolis Lakers
  - Joe Fulks, Philadelphia Warriors

- Segundo Quinteto de la Temporada
  - Ken Sailors, Providence Steamrollers
  - Bob Feerick, Washington Capitols
  - Bones McKinney, Washington Capitols
  - Arnie Risen, Rochester Royals
  - John Logan, St. Louis Bombers